# 이스터섬 축구 국가대표팀
이스터섬 축구 국가대표팀은 이스터섬을 대표하는 축구 국가대표팀이다. 1996년 6월 1일과 2000년 9월 28일 후안 페르난데즈 군도와 2차례 친선 경기를 가졌으며 2경기에서 각각 5-3, 16-0으로 승리했다. 그러나 2009년 코파 칠레컵 4라운드에 출전했으나 칠레의 명문구단인 콜로-콜로에 0-4로 완패를 당했다.

이스터섬에서 축구를 하는 모습